# Warnock Pro
Warnock Pro är ett typsnitt av typpen serif. Det designades av Robert Slimbach år 2000 och publicerades av Adobe. Typsnittet medföljer Mac OS och har vunnit 2001 års ”Type Directors Club, Type Design Competition”-pris.